# Tiempo de relajación de Néel
El tiempo de relajación de Néel es una teoría desarrollada por Louis Néel en 1949 para explicar el fenómeno conocido como viscosidad magnética. También es conocida como la teoría de Néel-Arrhenius, por la ecuación de Arrhenius, y como teoría de Néel-Brown debido al desarrollo teórico realizado por William Fuller Brown, Jr. Néel utilizó su teoría para desarrollar un modelo de magnetización termoremanente de los minerales ferromagnéticos monodominio que explicaba cómo estos minerales podían guardar la información del campo geomagnético. Con esta teoría además pudo modelizar la dependencia con la frecuencia de la susceptibilidad magnética.

## Superparamagnetismo
El superparamagnetismo se produce en nanopartículas ferromagnéticas y ferrimagnéticas monodominio, es decir, compuestas de un solo dominio magnético. La condición de monodominio se alcanza cuando su diámetro es inferior a 3- 50 nm, dependiendo del tipo de material. En estas condiciones, la magnetización de una partícula es la suma de todos los momentos magnéticos de los átomos que constituyen la partícula. Esta aproximación es conocida como aproximación "macro-spin".

## El tiempo medio de transición
Debido a la anisotropía magnética de las nanopartículas , el momento magnético tiene frecuentemente solo dos orientaciones estables. Estas dos orientaciones son habitualmente antiparalelas entre sí, es decir, tienen misma dirección pero sentidos opuestos. Ambas orientaciones definen el eje fácil de magnetización, aquel para el cual se produce más fácilmente la magnetización. Las dos orientaciones estables están separadas por una barrera de energía, que depende principalmente del volumen V de la nanopartícula, de la constante de aniosotropia K y del ángulo relativo del momento magnético con respecto al eje fácil. El potencial también es dependiente del campo aplicado H y de la temperatura T. 
Para una temperatura dada, existe una probabilidad de que la magnetización cambie de sentido espontáneamente debido a la energía térmica. El tiempo promedio entre dos oscilaciones (también conocido como tiempo característico) es conocido como el tiempo de relajación de Néel τN y viene dado por la ecuación de Néel Arrhenius:
{\displaystyle \tau _{\text{N}}=\tau _{0}\exp \left({\frac {KV}{k_{\text{B}}T}}\right)},
Donde KV es el producto de la constante de anisotropía y del volumen de la nanopartícula. Tiene unidades de energía y se corresponde con la altura de la barrera de energía. kB es la constante de Boltzmann, T la temperatura y su producto es la energía térmica del sistema. Por último, τ0 es un período de tiempo característico del material cuyos valores típicos son de entre 10-9 y 10-10 segundos.
El tiempo de relajación de Néel está en un rango temporal muy amplio, que abarca desde los nanosegundos a los años. Al ser dependiente del tamaño de la nanopartícula, el tiempo entre oscilaciones es cada vez mayor a medida que aumenta el volumen, por lo que para partículas muy grandes la probabilidad de que ocurra una oscilación del momento magnético es despreciable.

## Temperatura de bloqueo
Supongamos que la magnetización de una nanopartícula superparamagnética se mide en un tiempo τm. Si este tiempo es mucho mayor que el tiempo de relajación τN, la magnetización de la nanopartícula oscilara muchas veces durante el tiempo de medida. Si no existe un campo magnético aplicado H , el promedio temporal de la magnetización es cero. Si τm ≪ τN, la magnetización no oscilará durante el tiempo de medición, por lo que el valor medido de la magnetización será igual a la magnetización inicial del material.
En el primer caso, la nanopartícula aparecerá en el estado superparamagnético mientras que en el segundo caso la nanopartícula permanecerá en un estado bloqueado. El estado de las nanopartículas (superparamagnéticas o bloqueado) depende, por tanto, del tiempo de medición. Cuando τm = τN, se produce una transición entre el estado superparamagnetico y el estado bloqueado 

Estado superparamagnético. El tiempo de medición es de 1 s y el tiempo característico entre oscilaciones es de 0.2 s.

En numerosos experimentos, el tiempo de medición se mantiene constante (p. ej. 1 s), pero la temperatura se hace variar, por lo que la transición entre el superparamagnetismo y estado bloqueado es una función de la temperatura. La temperatura para la cual τm = τN es conocida como el temperatura de bloqueo.:
{\displaystyle T_{\text{B}}={\frac {KV}{k_{\text{B}}\ln \left(\tau _{\text{m}}/\tau _{0}\right)}}}
Para condiciones típicas de laboratorio, el valor del logaritmo de la ecuación anterior es del orden de 20-25.